# 和散那
和撒那或譯賀撒納、賀三納（羅馬化：hōsanná），是犹太教和基督教用语，原意為祈禱詞：「快來拯救我！」、「上主，求你拯救」、「請賜給我們救援」之意。
現今則較經常被用來作讚頌之語助詞；例如羅馬禮彌撒程序中的《聖三頌》所唱頌的：「賀撒納、賀撒納，歡呼之聲響徹雲霄！」便帶有歡呼、激勵的意義存在。

## 圣经出處
以此词在基督教《新约圣经》的四福音书中用作称颂的话语。共出现于5节经文：
- 前行後隨的眾人喊着說：「和散那歸於大衛的子孫！奉主名來的，是應當稱頌的！高高在上和散那！」（馬太福音21:9）
- 祭司長和文士看見耶穌所行的奇事，又見小孩子在殿裏喊着說：「和散那歸於大衛的子孫！」就甚惱怒，（馬太福音21:15）
- 前行後隨的人都喊着說：「和散那！奉主名來的是應當稱頌的！」（馬可福音11:9）
- 那將要來的我祖大衛之國是應當稱頌的！高高在上和散那！」（馬可福音11:10）
- 就拿着棕樹枝，出去迎接祂，喊着說:「和散那！奉主名來的以色列王是應當稱頌的！」（約翰福音12:13）